# Sanctuaires et temples de Nikkō
Les sanctuaires et temples de Nikkō (日光の社寺, nikkō no shaji) sont inscrits au patrimoine mondial de l'humanité depuis 1999.

## Description
Au total le site comprend 103 édifices religieux dont 9 sont classés trésor nationaux et 94 biens culturels importants. Il réunit les trois sites historiques du quartier Sannai du centre-ville de Nikkō : les sanctuaires shintō Tōshō et Futarasan, et le temple Rinnō.

### Sanctuaire Futarasan
Le sanctuaire est composé d'un ensemble de bâtiments dont 23 sont inscrits comme « Biens culturels importants » par le gouvernement, parmi lesquels on peut citer : 
- Honden,
- Mitomo-jinja,
- Hie-jinja,
- Torii,
- Shinkyō

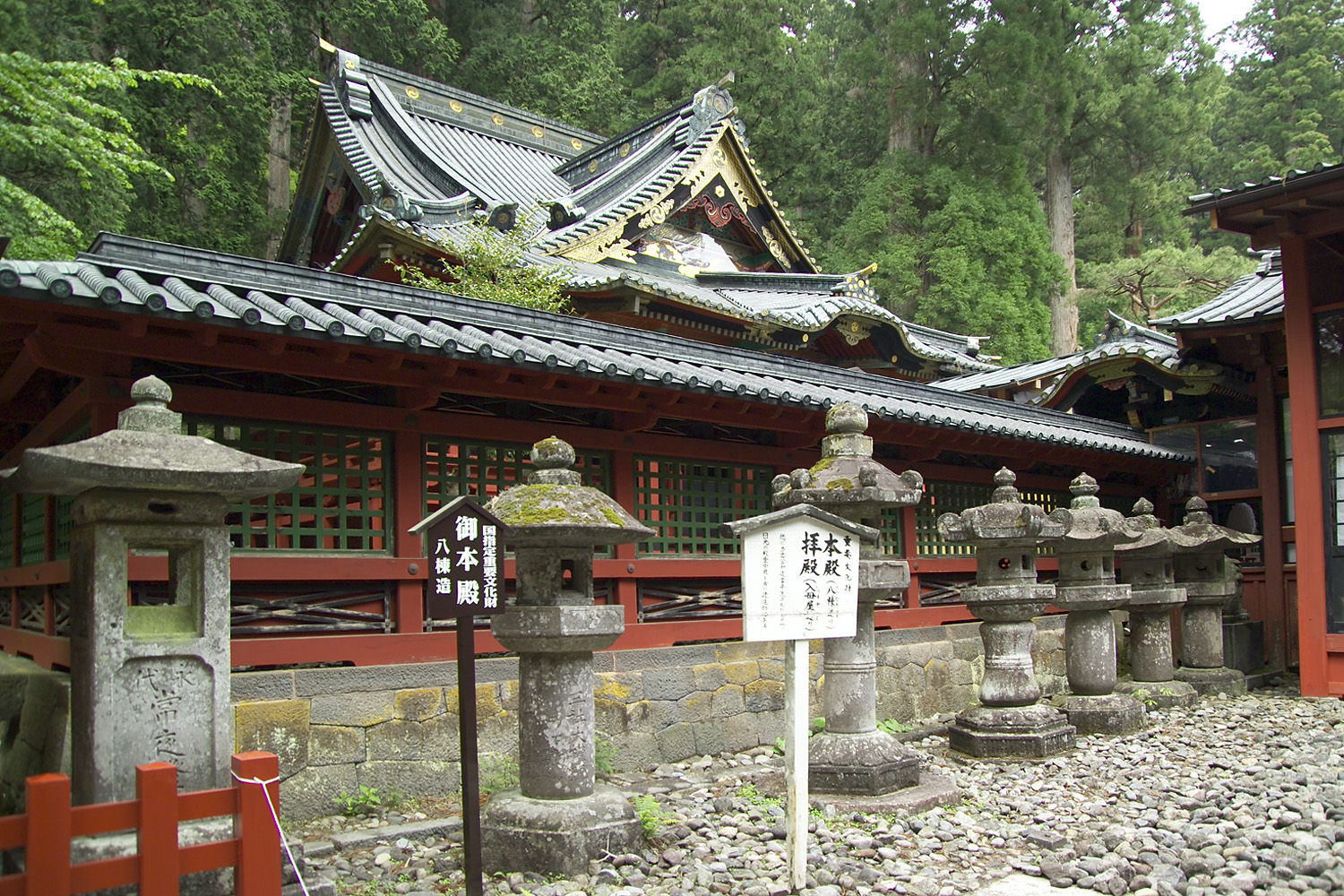
Vue du Honden.
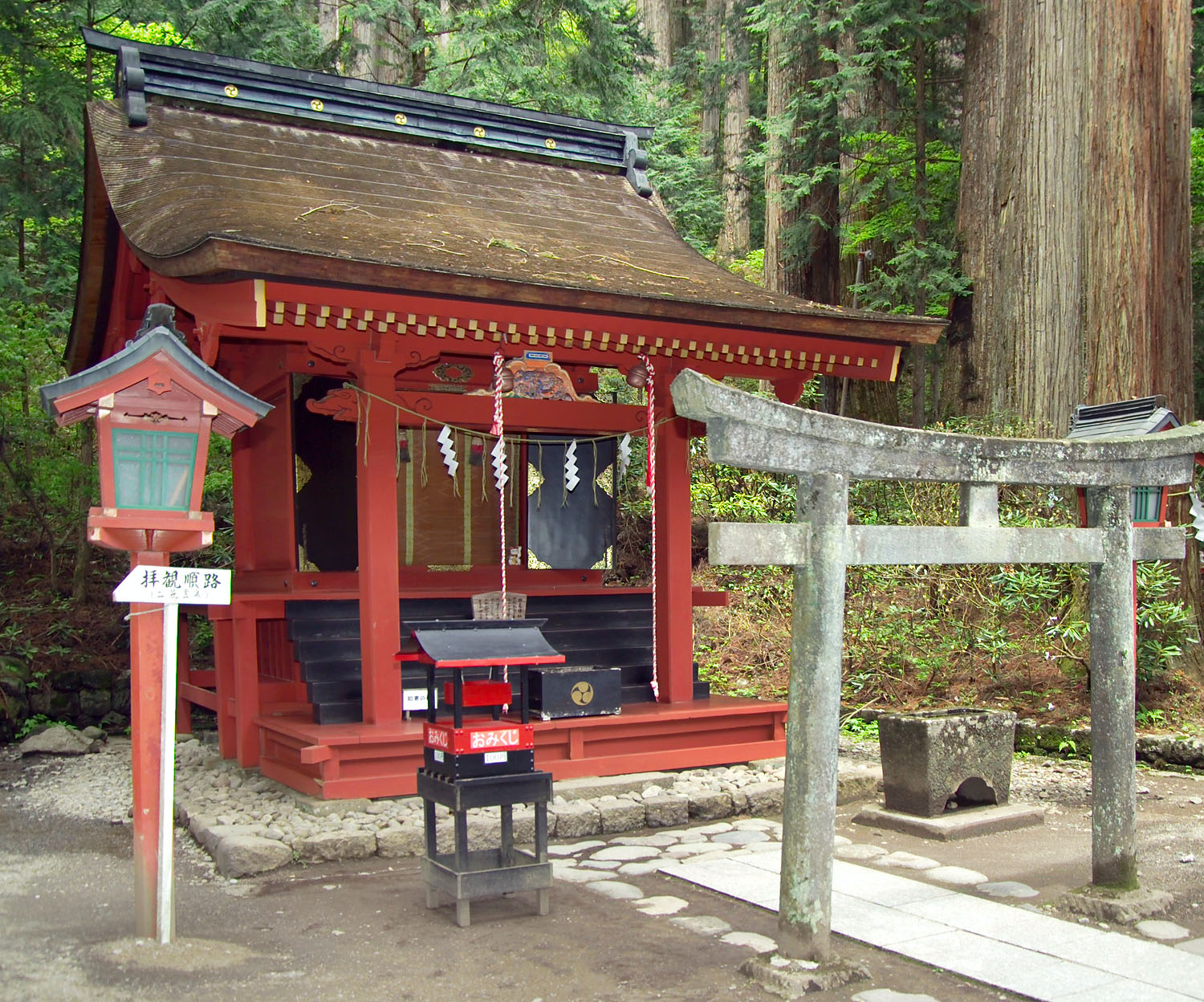
Vue du Mitomo-jinja.
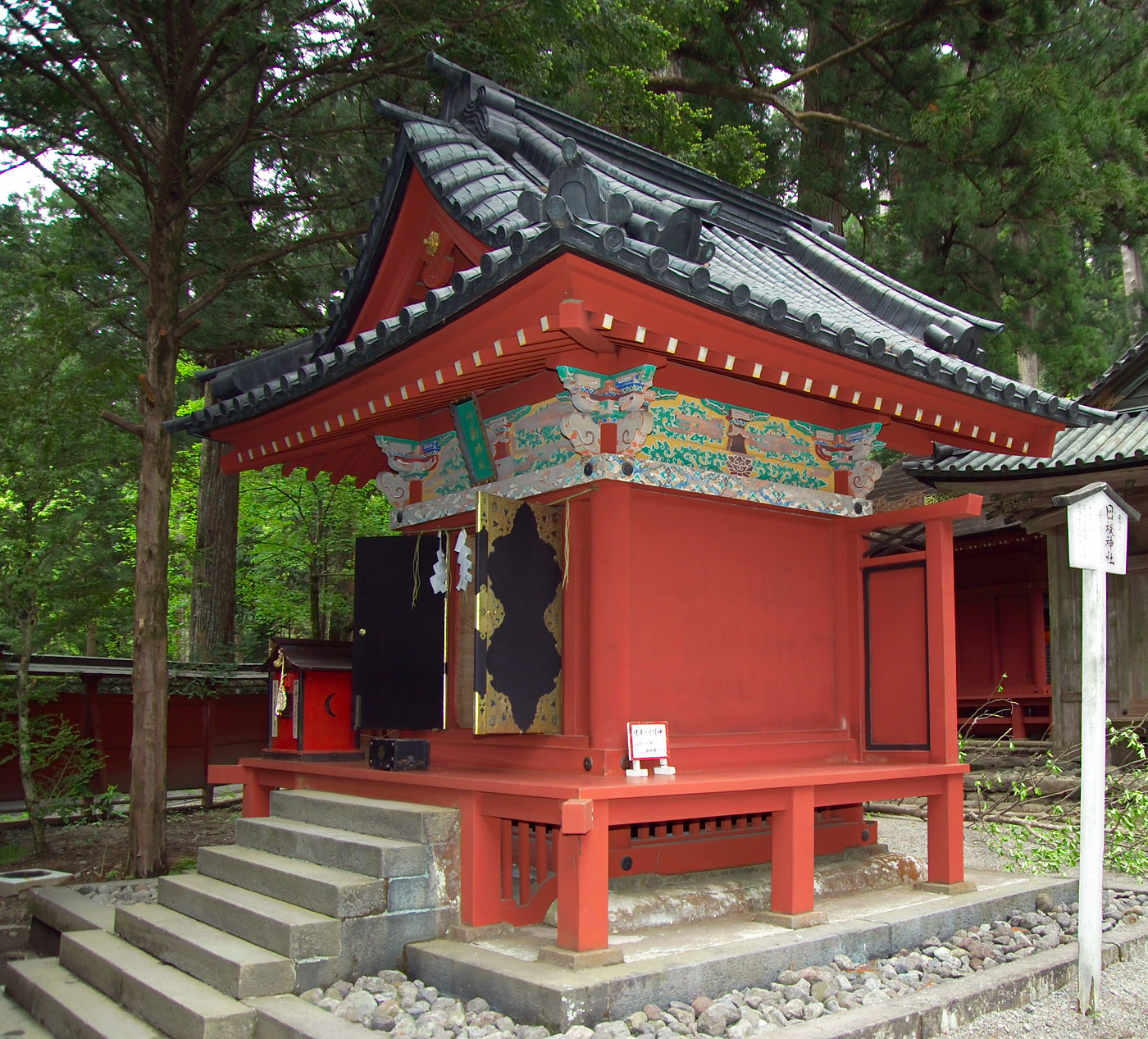
Vue du Hie-jinja.
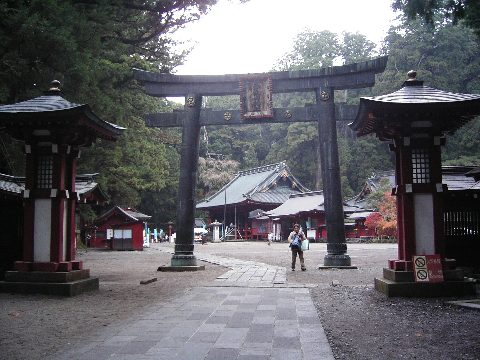
Vue de torii
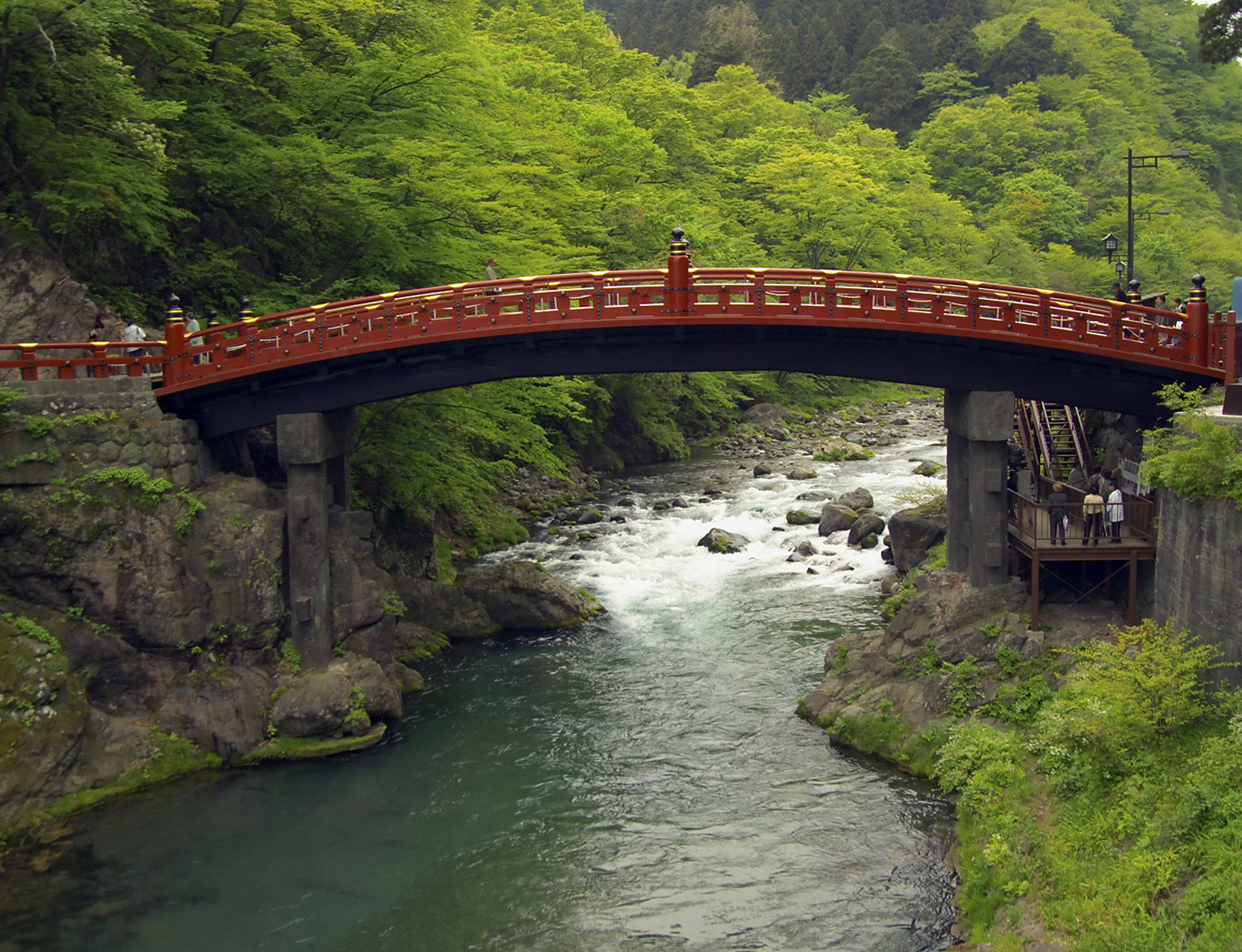
Vue du Shinkyō.

### Tōshō-gū
Le sanctuaire est composé de nombreux bâtiments dont 39 sont inscrits comme « Biens culturels importants » par le gouvernement et d'autres comme « Trésors nationaux » dont:
- Ishidorī,
- Omotemon,
- Yomeimon,
- Karamon,
- Gojūnotō

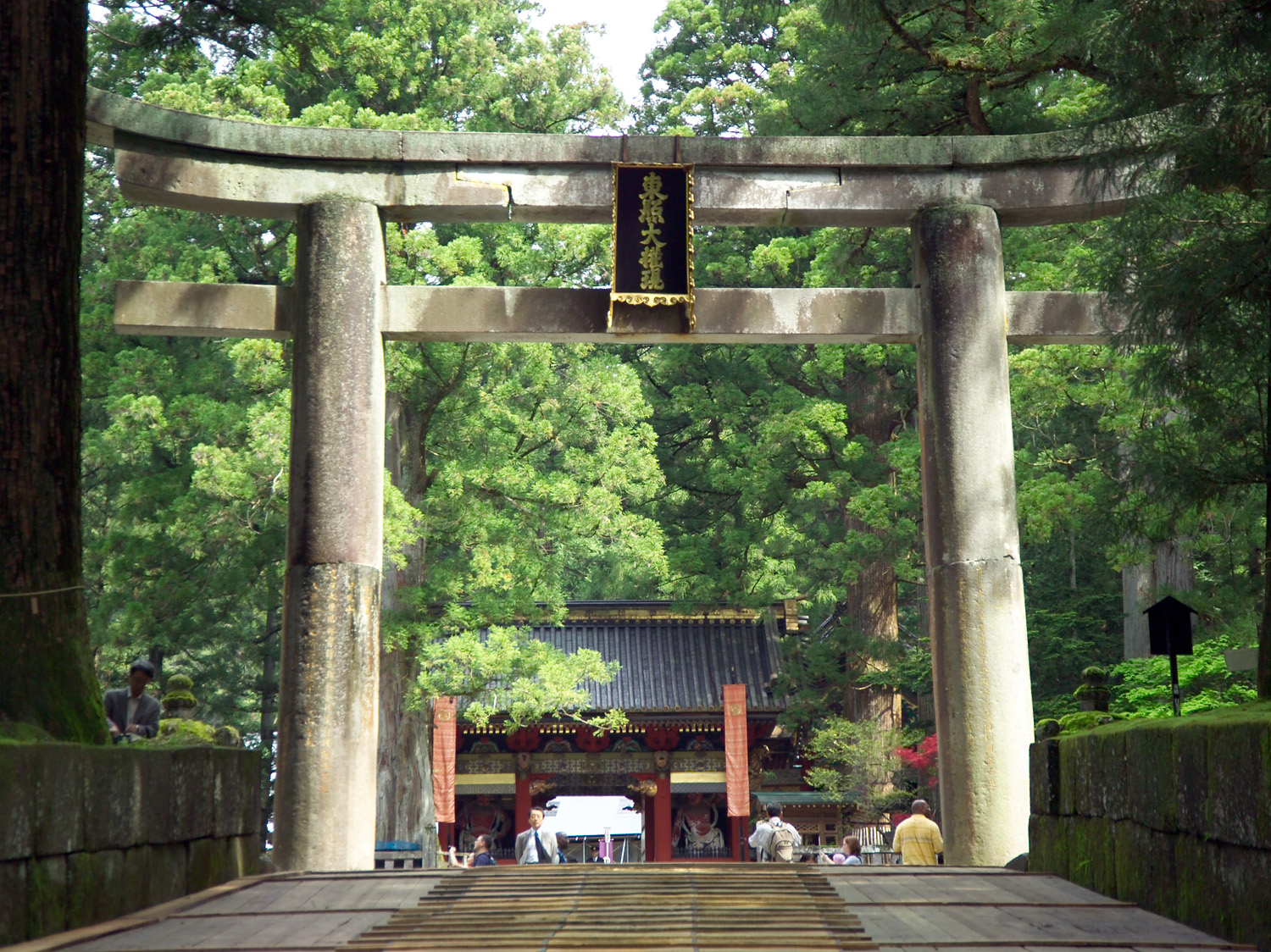
Ishidorī
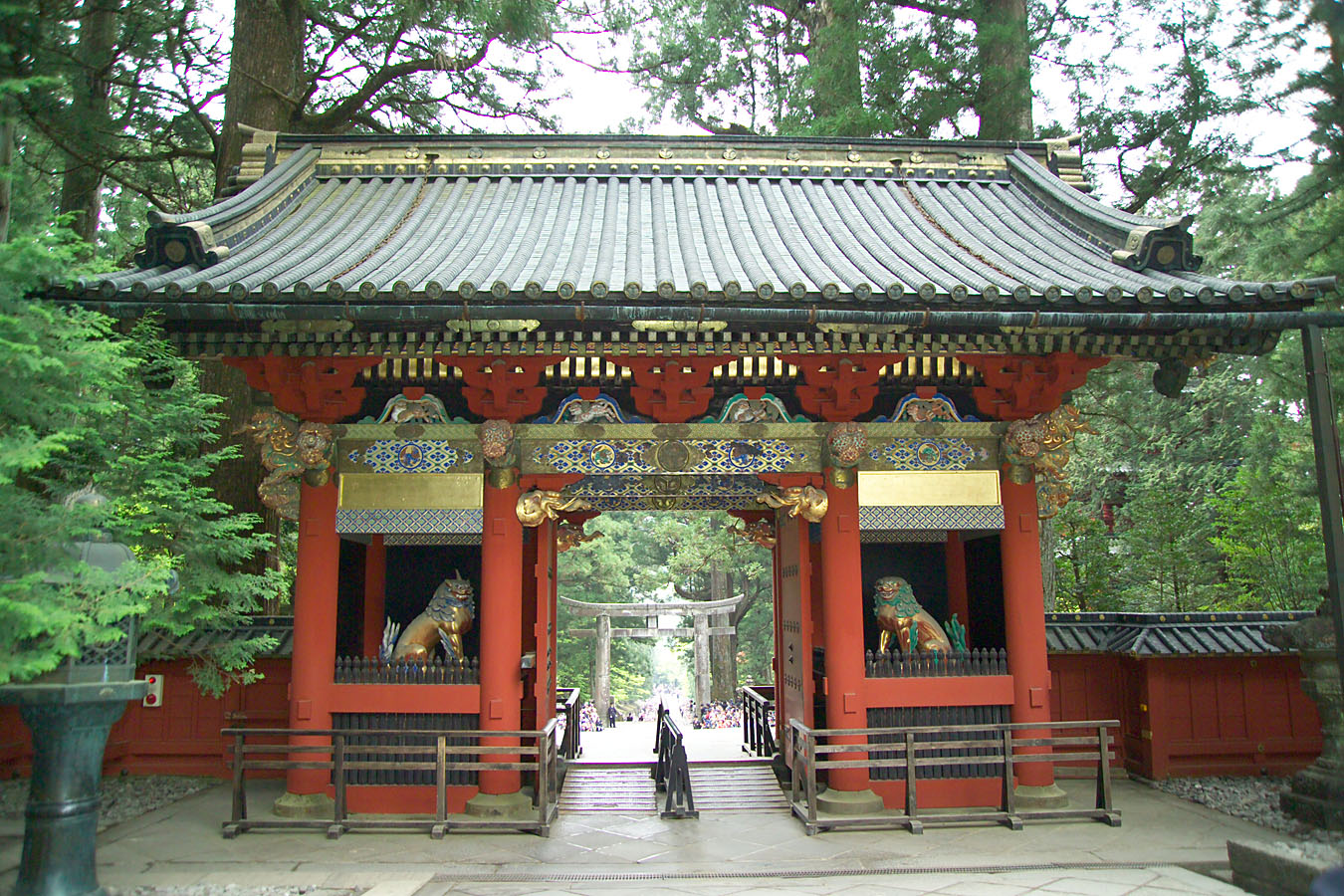
Omotemon
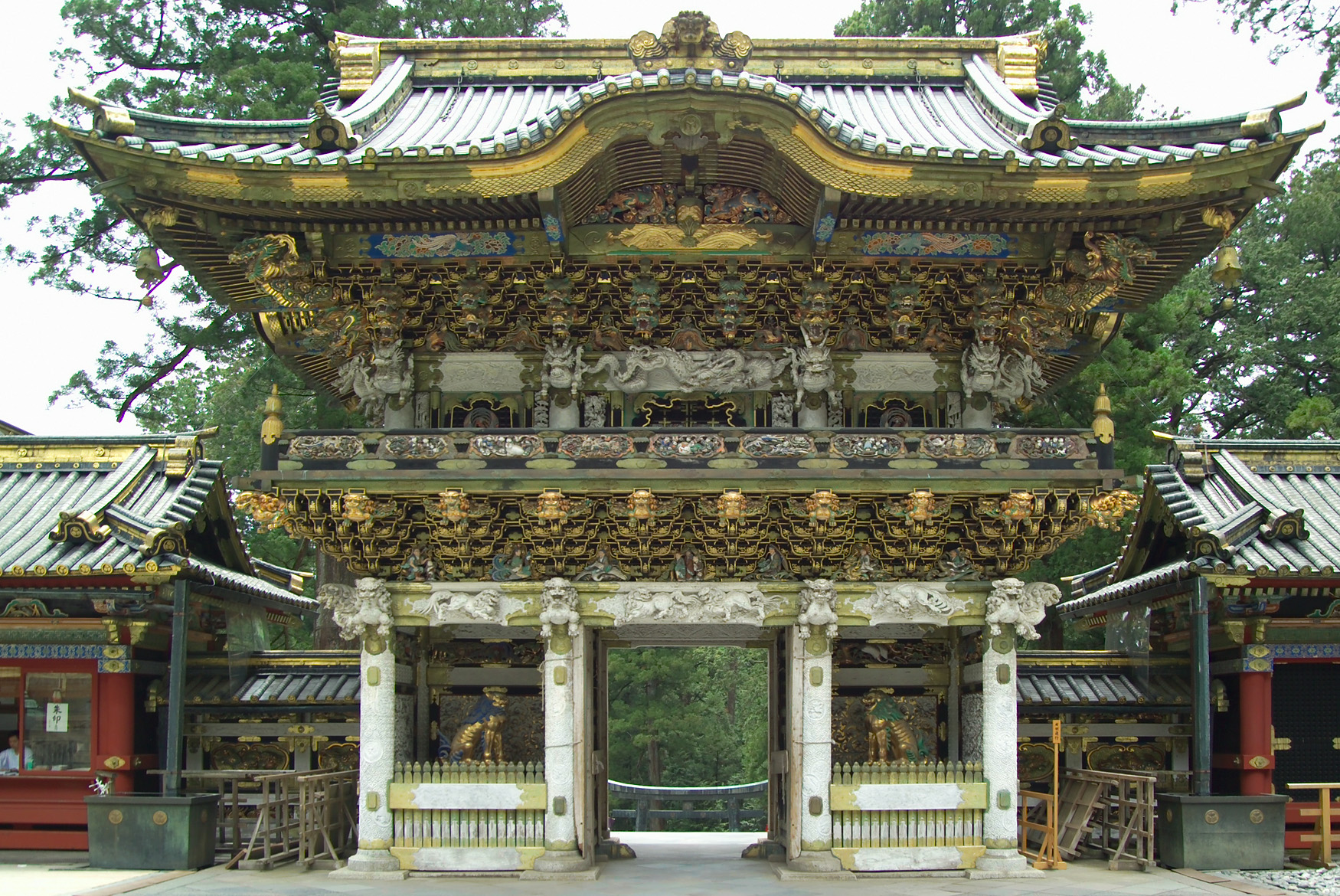
Yomeimon
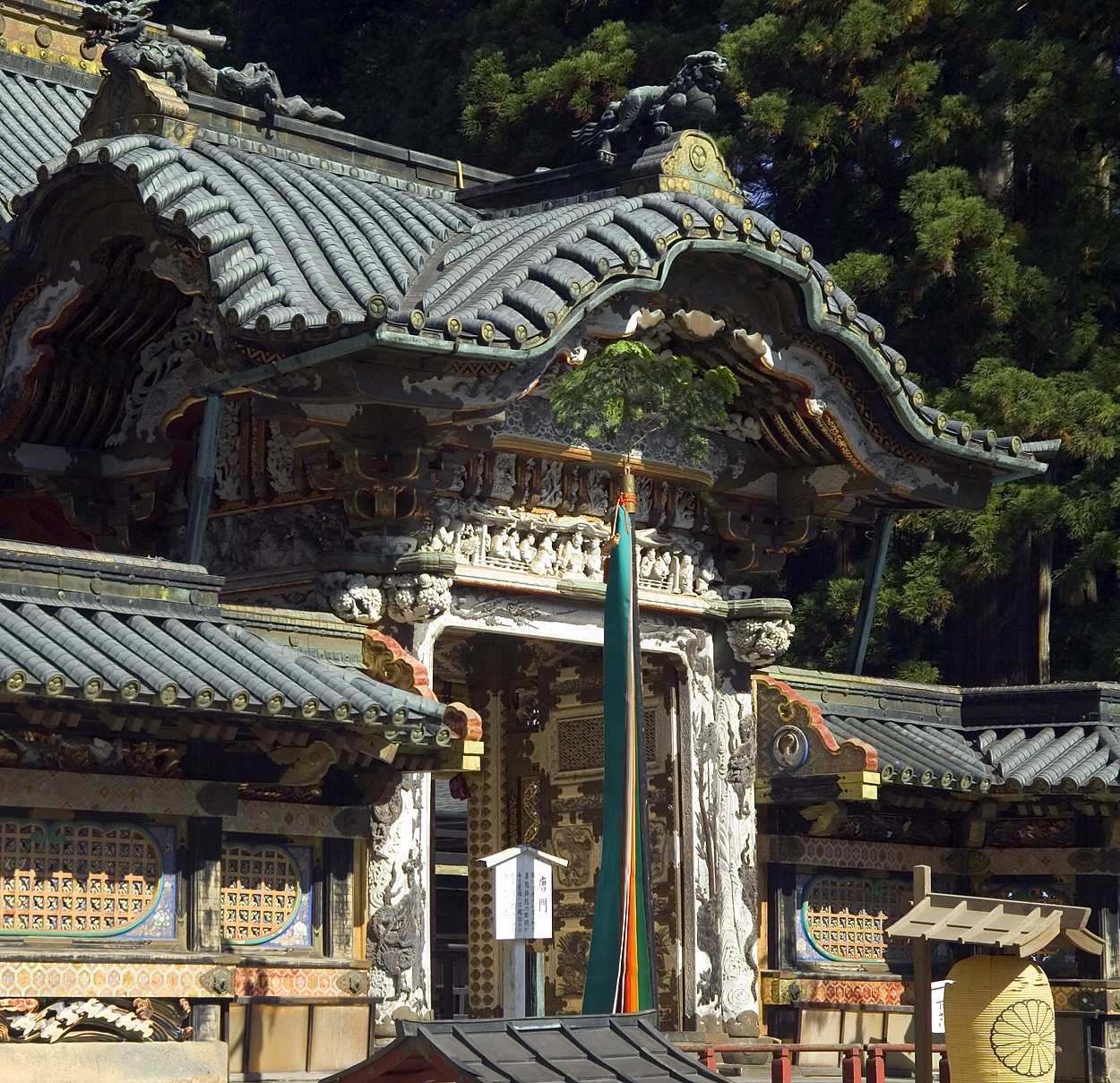
Karamon
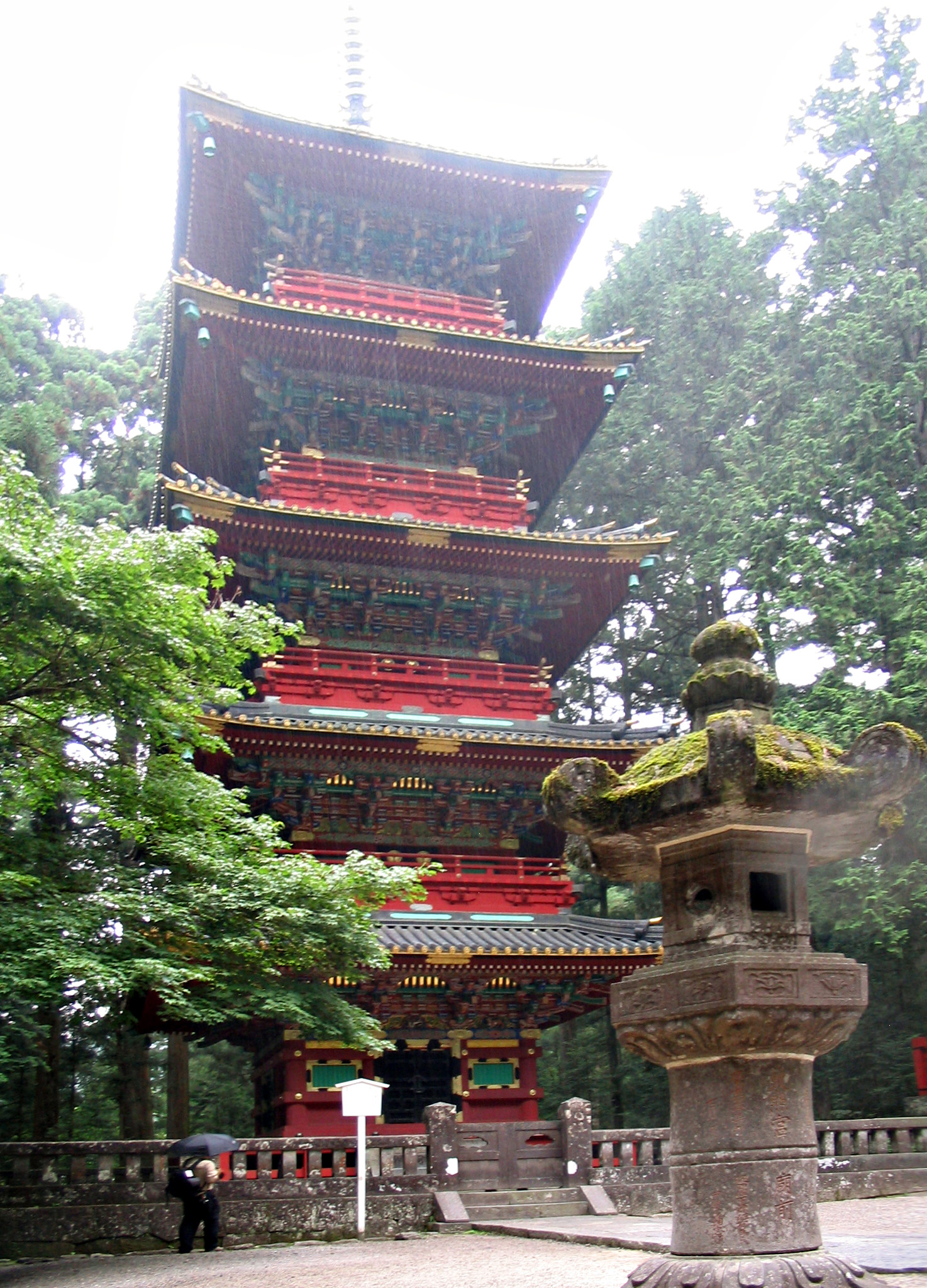
Gojūnotō

### Rinnō-ji
On y trouve des bâtiments tels que:
- Hon-dō (Sanbutsudō)
- Taiyuin Mausoleum (Taiyū-in Reibyō)
- Taiyū-in Reibyō Karamon
- Taiyū-in Reibyō Kōkamon

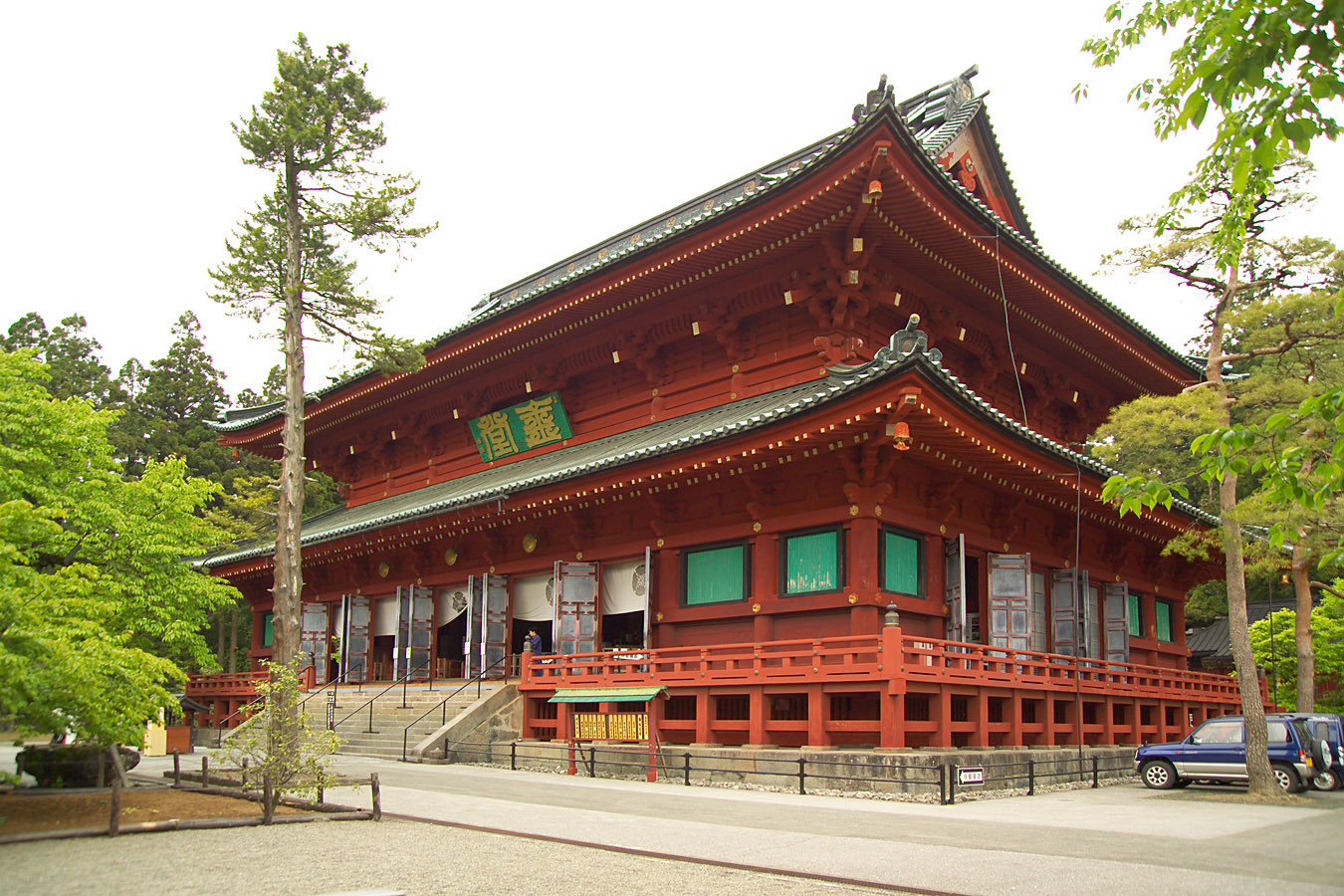
Hon-dō
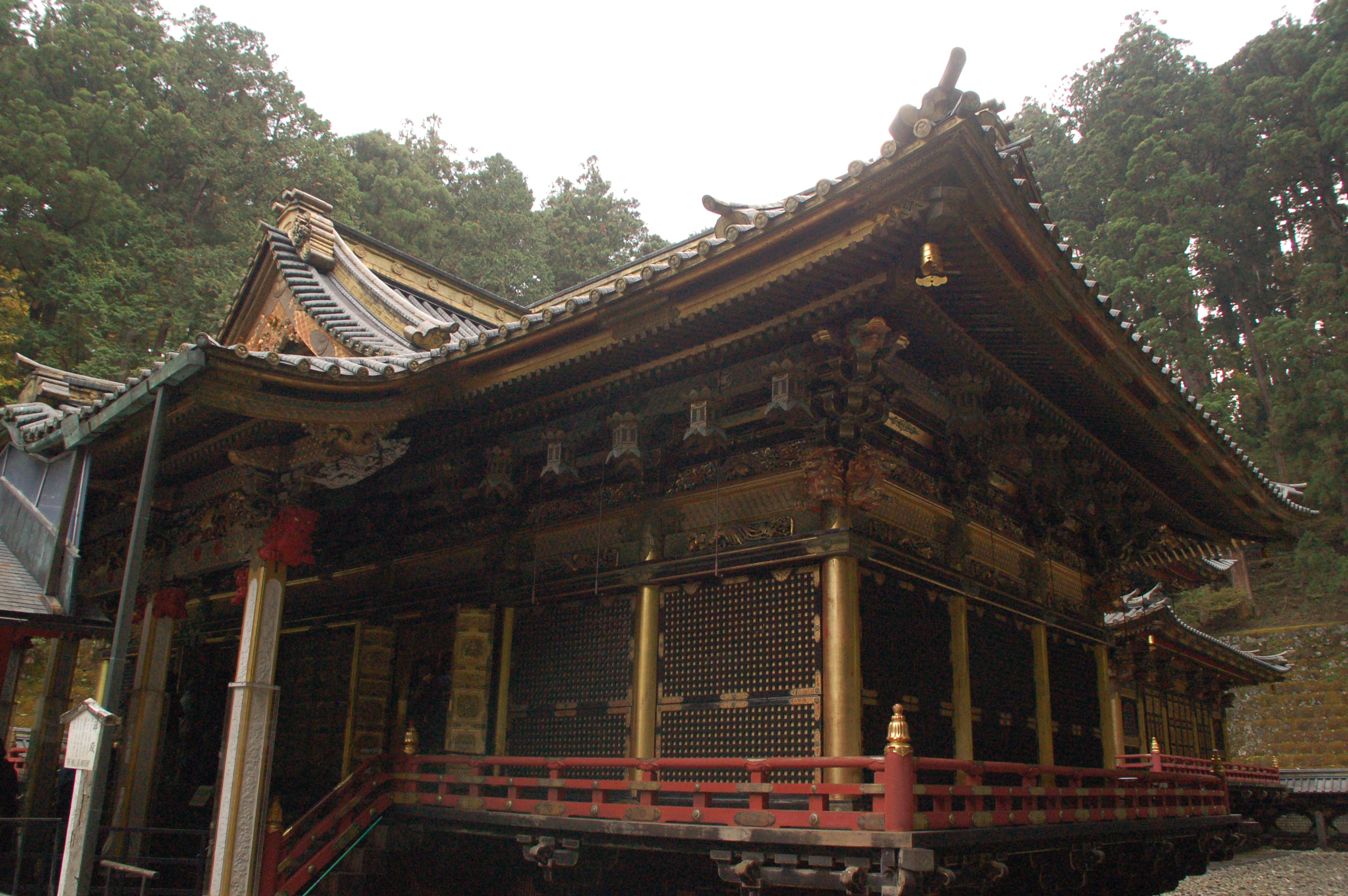
Taiyuin Mausoleum
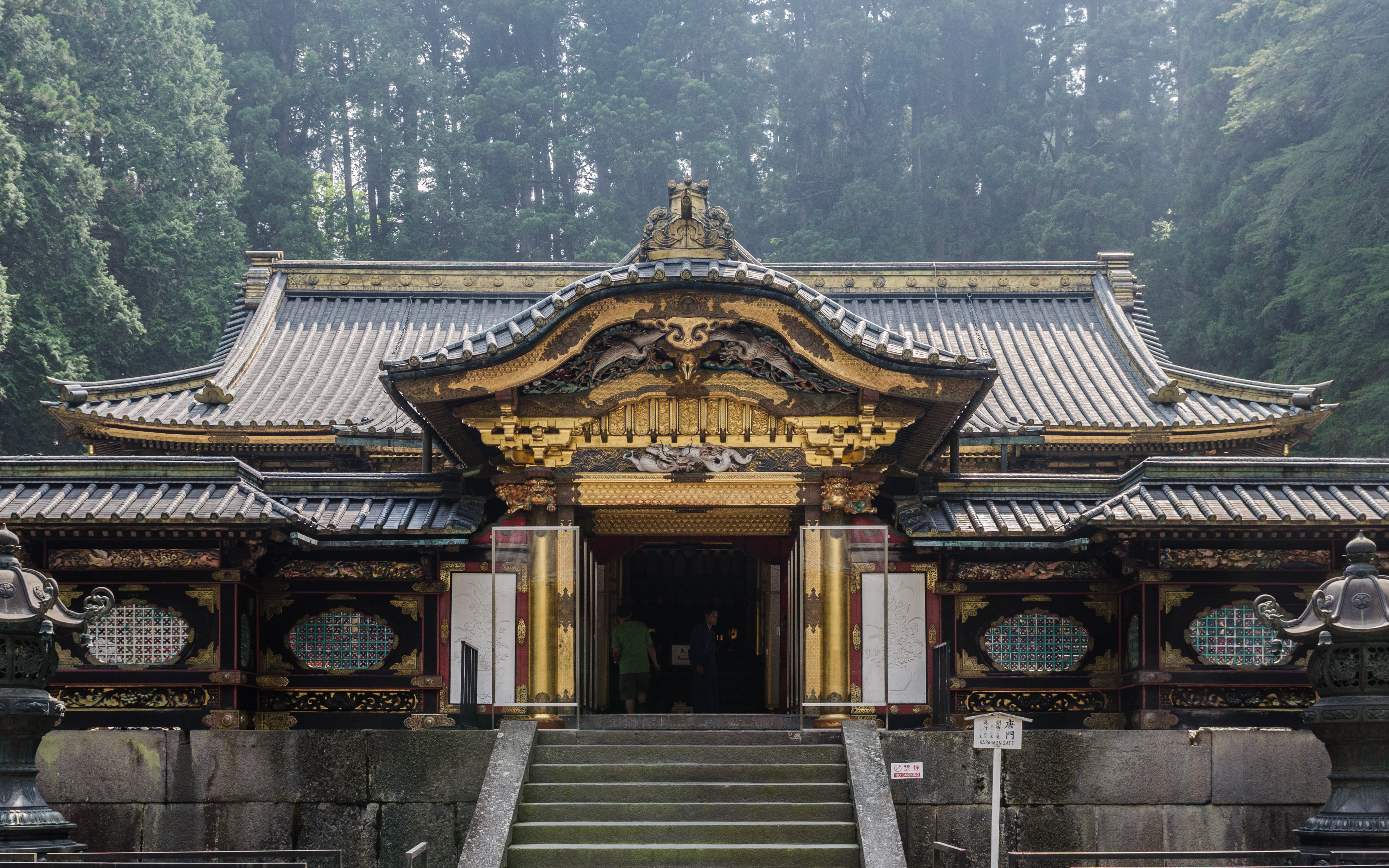
Taiyū-in Reibyō Karamon
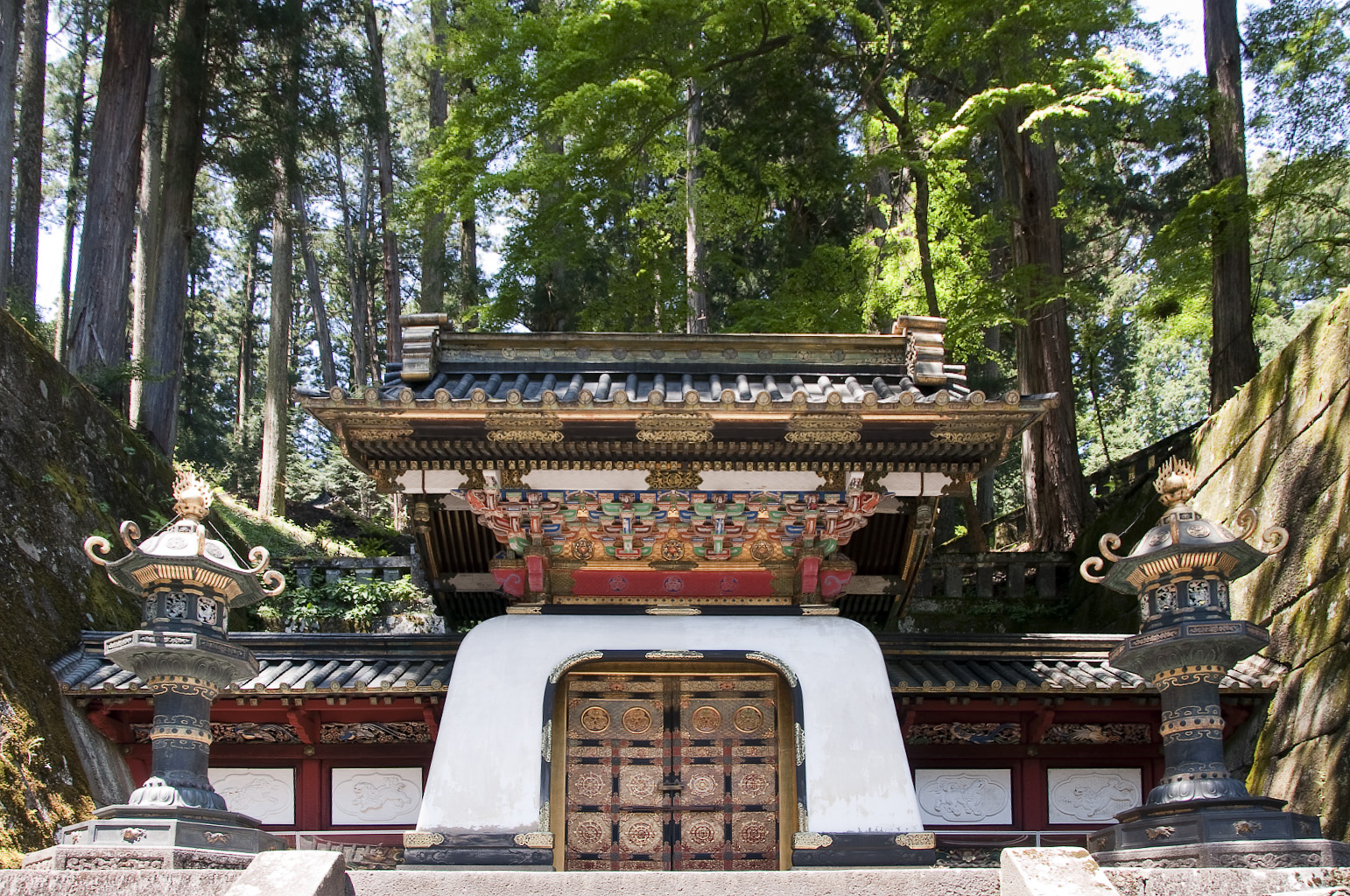
Taiyū-in Reibyō Kōkamon